# Bahia Challenger 1985
Il Bahia Challenger 1985 è stato un torneo di tennis facente parte della categoria ATP Challenger Series nell'ambito dell'ATP Challenger Series 1985. Il torneo si è giocato a Bahia in Brasile dal 25 novembre al 1º dicembre 1985 su campi in cemento.

## Vincitori

### Singolare
Jaime Yzaga ha battuto in finale  Carlos Kirmayr con il punteggio di 6–2, 6–0

### Doppio
Josef Čihák /  Tom Nijssen hanno battuto in finale  Víctor Pecci /  Emilio Sánchez con il punteggio di 6–4, 6–3